# Portyk

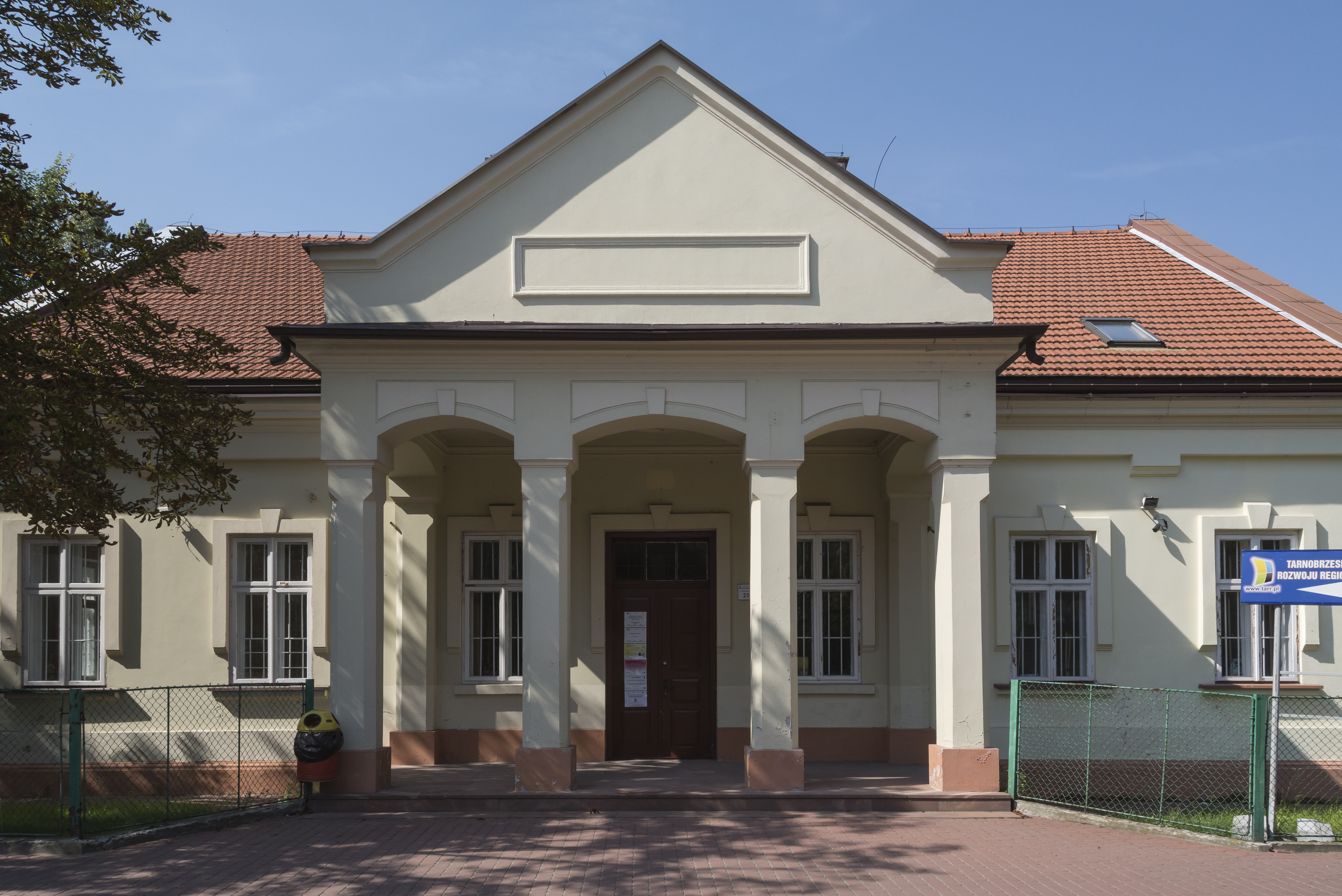
Portyk domu w Tarnobrzegu

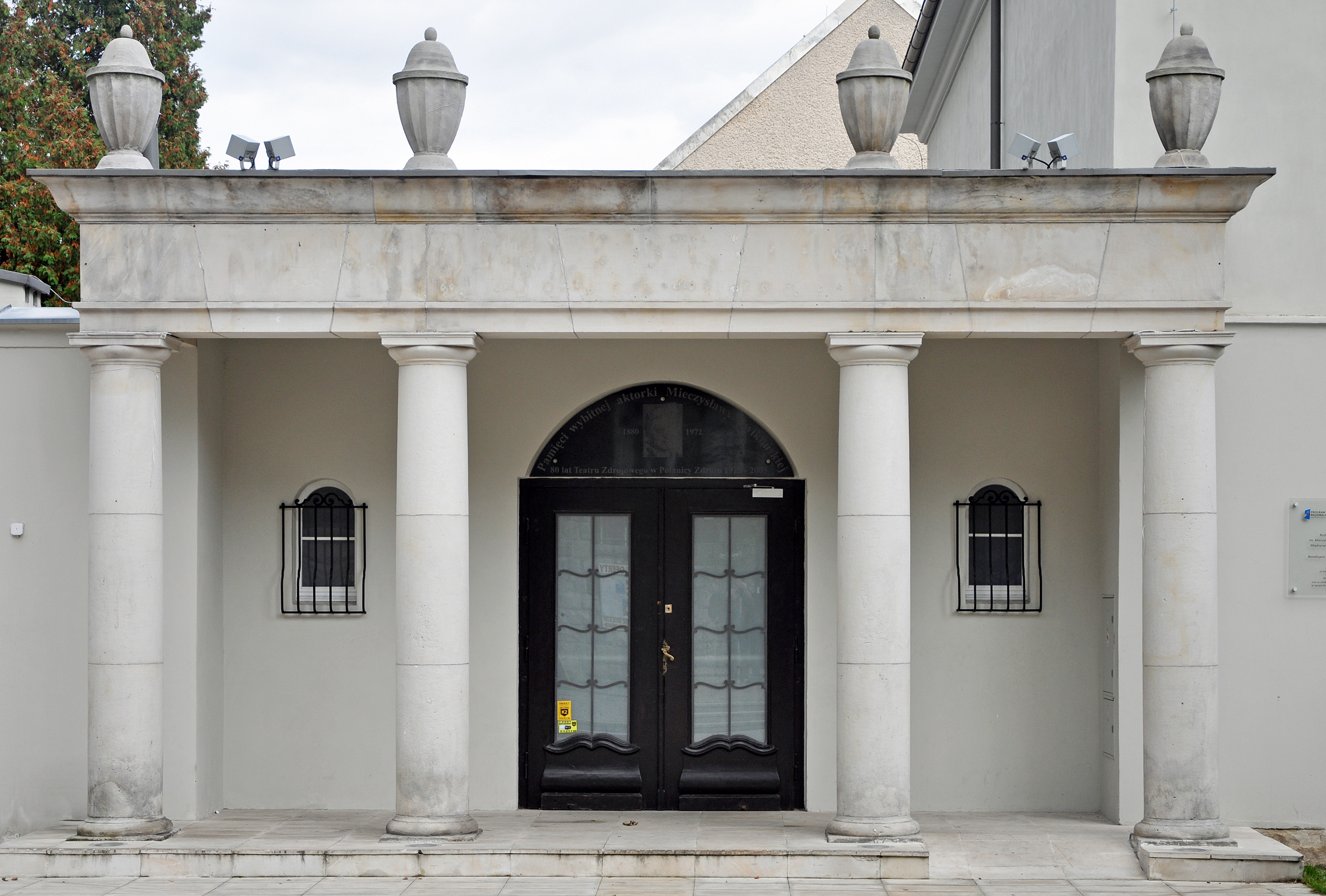
Portyk Teatru Zdrojowego w Polanicy-Zdroju

Portyk (łac. porticus „kolumnada, kryte przejście”) – część budynku na planie prostokąta z jednym lub kilkoma rzędami kolumn, które wspierają dach, otwarta co najmniej z jednej strony, najczęściej jedno- lub dwukondygnacyjna, czasami zwieńczony frontonem.
Portyk był bardzo często stosowany w architekturze rzymskiej. W ogólnym założeniu przypominał on greckie stoa i podobnie jak one miał za zadanie chronić części drewniane budowli oraz ludzi przed wpływami atmosferycznymi (np. deszczem).
Portyk to także otwarty ganek kolumnowy lub filarowy, który poprzedza wejście, tworząc główną część fasady budynku. Jeśli stanowi przód elewacji, nazywa się go prostylem, a gdy jest w głębi budynku, nosi miano in antis.